# Mairie d'Issy (stanice metra v Paříži)
Mairie d'Issy je konečná stanice pařížského metra na jižním konci linky 12. Nachází se již za hranicí Paříže na předměstí Issy-les-Moulineaux pod Rue du Général Leclerc.

## Historie
Stanice byla otevřena 24. března 1934 při posledním rozšíření linky od stanice Porte de Versailles.
V polovině 90. let byla stanice renovována v originálním stylu, tj. kombinaci bílých dlaždic a keramických ornamentů.

## Název
Stanice se nachází v blízkosti radnice města Issy-les-Moulineaux, po níž nese jméno (mairie = radnice).